# World Cup 1979 (snooker)
World Cup 1979 (State Express World Cup) var en lagtävling i snooker för tremannalag, som spelades i Haden Hill Leisure Centre, Birmingham, England. Sex lag deltog i turneringen. Den totala prissumman var £ 27 500, varav £ 7500 gick till det segrande laget (Wales).

## Format
De sex lagen delades in i två trelagsgrupper. Varje gruppmatch avgjordes i bäst-av-15 frames (varje spelare spelade 5 frames, 3 mot en av spelarna i motståndarlaget och 1 mot var och en av de två andra), alla frames spelades klart även om matchen var avgjord. De två gruppettorna möttes därefter i en final; semifinaler skulle komma att införas först året därpå.
Varken Irland eller Skottland hade ännu tillräckligt många bra spelare för att ställa upp med lag i tävlingen, men Irland skulle från och med nästa års tävling komma att ingå i ett gemensamt lag från ön Irland.

## Gruppspel
| England           | 8 - 7 | Resten av världen |
| Nordirland        | 7 - 8 | England           |
| Resten av världen | 7 - 8 | Nordirland        |

|                   | V | F | Frames  |
| England           | 2 | 0 | 16 - 14 |
| Nordirland        | 1 | 1 | 15 - 15 |
| Resten av världen | 0 | 2 | 14 - 16 |

| Wales      | 9 - 6 | Kanada     |
| Australien | 6 - 9 | Wales      |
| Kanada     | 7 - 8 | Australien |

|            | V | F | Frames  |
| Wales      | 2 | 0 | 18 - 12 |
| Australien | 1 | 1 | 14 - 16 |
| Kanada     | 0 | 2 | 13 - 17 |

## Final
| England | 3 - 14 | Wales |

Det segrande walesiska laget bestod av Ray Reardon, Terry Griffiths och Doug Mountjoy. Finalmotståndarna England ställde upp med "gamlingarna" Fred Davis, John Spencer och Graham Miles (det engelska laget hade en medelålder på 49 år!)